# Australasian Championships 1913 - Doppio maschile
Il doppio maschile dell'Australasian Championships del 1913 si tenne a Perth.
I campioni in carica erano Charles Dixon e James Parke. La finale è stata vinta da Alf Hedeman ed Ernest Parker contro Harry Parker e Roy Taylor.

## Tabellone

### Legenda
| - Q = Qualificato - WC = Wild card - LL = Lucky loser | - ALT = Alternate - SE = Special Exempt - PR = Protected Ranking | - w/o = Walkover - r = Ritirato - d = Squalificato |

### Fase finale
|  | Finale                    |                           |                           |   |   |   |   |  |
|  |                           |                           |                           |   |   |   |   |  |
|  | Alf Hedeman Ernest Parker | Alf Hedeman Ernest Parker | Alf Hedeman Ernest Parker | 8 | 4 | 6 | 6 |  |
|  | Harry Parker Roy Taylor   | Harry Parker Roy Taylor   | Harry Parker Roy Taylor   | 6 | 6 | 4 | 4 |  |